# Ардатовский уезд (Нижегородская губерния)
Ардатовский уезд — административно-территориальная единица в составе Нижегородской губернии Российской империи и РСФСР, существовавшая в 1779—1923 годах. Уездный город — Ардатов. Крупнейшие населённые пункты — завод Выкса и Сноведский завод.

## История
Ардатовский уезд в составе Нижегородского наместничества был образован в 1779 году в ходе административной реформы Екатерины II. С 1796 года в составе Нижегородской губернии.
2 января 1917 года была образована Ташинская (путём выделения из Николаевской волости) волость.
26 января 1918 года была образована Елизарьевская (выделением из Вертьяновской волости) волость.
30 января 1918 года была образована Селякинская (путём выделения из Пятницкой волости) волость.
8 февраля 1918 года была образована Большелихачёвская (в состав волости вошли селения Большие Лихачи, Комкино Русское, Кошелиха, Малые Лихачи и Стеклянный Кременковской волости, селение Павлово Глуховской волости) волость.
15 марта 1918 года была образована Каркалейская (путём выделения из Гарской волости).
23 марта 1918 года была образована Новодмитриевская (в состав волости вошли селения Новодмитриевка и Покровка Верхнежелезницкой волости) волость.
24 июля 1918 года Сноведская волость была переименована в Семиловскую.
25 июля 1918 года была упразднена Николаевская (территория передана в Ташинскую волость) волость.
В конце 1918 года была упразднена Селякинская (территория передана в Пятницкую волость) волость.
13 марта 1919 года были упразднены Большелихачёвская (селения Большие Лихачи, Комкино Русское, Кошелиха, Малые Лихачи и Стеклянный были переданы в Кременковскую волость, а Павлово — в Глуховскую волость), Большемакателемская (территория передана в Рогожскую волость), Верхнежелезницкая (селения Виля, Высокая Рамень, Димары, Ляпуха и Проволочная фабрика переданы в Выксунскую волость, а Новодмитриевка и Покровка — в Новодмитриевскую волость), Елизарьевская (территория передана в Вертьяновскую волость), Ивановская (территория передана в Глуховскую волость), Илевская (территория передана в Нарышкинскую волость), Каркалейская (территория передана в Чуварлей-Майдановскую волость), Мечасовская (селения Быковка, Выползово, Голяткино, Кузгород, Левашово, Мечасово и Новолазаревка были переданы в Личадеевскую волость, а Ризадеево, Хоркино и Шумиловка — в Нучинскую волость), Ореховская (территория передана в Ичаловскую волость), Полдеревская (территория передана в Новодмитриевскую волость), Пятницкая (территория передана в Личадеевскую волость), Саконская (территория передана в Гремячевскую волость), Семиловская (селение Сноведь было передано в Выксунскую волость, а Осиповка и Семилово — в Новодмитриевскую волость), Успенская (территория передана в Рогожскую волость), Череватовская (территория передана в Вертьяновскую волость), Шилокшанская (территория передана в Гремячевскую волость) и Юсуповская (территория передана в Хрипуновскую волость) волости. Образована Гремячевская (путём объединения Саконской и Шилокшанской волостей) волость. Из Хрипуновской волости в Кужендеевскую было передано селение Михайловка, а из Кужендеевской волости в Хрипуновскую — селение Коробино.
31 января 1920 года была восстановлена Саконская (в состав волости вошли селения Гремячево, Липовка, Саконы и Туртапка Гремячевской волости) волость. Одновременно была образована Тепловская (в состав вошли селения Ломовка, Теплое и Шилокша Гремячевской волости) волость. Упразднена Гремячевская (селения Гремячево, Липовка, Саконы и Турпатка были переданы в Саконскую волость, а Ломовка, Тёплое и Шилокша — в Тепловскую волость) волость. Из Вертьяновской волости в Хрипуновскую были переданы селения Атемасово и Мостовка.
8 февраля 1921 года из Ардатовского уезда в Выксунский были переданы Кулебакская, Новодмитриевская, Семиловская и Тепловская волости. При этом Выксунская (территория передана в Верхнежелезницкую волость Выксунского уезда) волость была упразднена.
4 января 1923 года к Ардатовскому уезду были присоединены Бутаковская, Вознесенская, Криушинская и Мотызлейская волости Темниковского уезда Тамбовской губернии.
27 апреля 1923 года Ардатовский уезд был упразднён. При этом Вертьяновская, Глуховская, Ичаловская, Котовская, Кременковская, Кужендеевская, Личадеевская, Нарышкинская, Нучинская, Рогожская, Саконская, Стексовская, Хрипуновская и Чуварлей-Майдановская волости были переданы в Арзамасский уезд, Бутаковская, Вознесенская, Криушинская и Мотызлейская волости — в Выксунский уезд, а Ташинская волость — в Лукояновский уезд.

## Население
По данным переписи 1897 года в уезде проживало 141 625 чел. В том числе русские — 98,8 %. В уездном городе Ардатове — 3546 человек.

## Административное деление
В 1890 году в состав уезда входило 29 волостей:
| № п/п | Волость              | Волостное правление    | Число селений | Население |
| ----- | -------------------- | ---------------------- | ------------- | --------- |
| 1     | Больше-Макателемская | с. Большой Макателем   | 11            | 5592      |
| 2     | Велетьминская        | с. Велетьминский завод | 1             | 2158      |
| 3     | Вертьяновская        | с. Вертьяново          | 6             | 4975      |
| 4     | Верхне-Железницкая   | с. Виля                | 4             | 4025      |
| 5     | Выксунская           | с. Выксунский завод    | 2             | 5844      |
| 6     | Гарская              | с. Гари                | 11            | 6045      |
| 7     | Глуховская           | с. Глухово             | 5             | 4552      |
| 8     | Ивановская           | с. Ивановское          | 6             | 4826      |
| 9     | Илевская             | с. Илёв-Завод          | 1             | 4483      |
| 10    | Ичаловская           | с. Ичалово             | 13            | 4041      |
| 11    | Котовская            | с. Котовка             | 10            | 4883      |
| 12    | Кременковская        | с. Кременки            | 8             | 5678      |
| 13    | Кужендеевская        | с. Кужендеево          | 13            | 6786      |
| 14    | Личадеевская         | с. Личадеево           | 4             | 3907      |
| 15    | Мечасовская          | с. Мечасово            | 8             | 4892      |
| 16    | Нарышкинская         | с. Нарышкино           | 3             | 5404      |
| 17    | Николаевская         | с. Николаевка          | 7             | 1163      |
| 18    | Нучинская            | с. Нуча                | 8             | 6145      |
| 19    | Ореховская           | с. Ореховец            | 10            | 5232      |
| 20    | Полдеревская         | с. Полдеревка          | 2             | 2094      |
| 21    | Пятницкая            | с. Пятницы             | 7             | 3711      |
| 22    | Саконская            | с. Саконы              | 4             | 5888      |
| 23    | Сноведская           | с. Сноведь             | 3             | 5388      |
| 24    | Стексовская          | с. Стексово            | 8             | 6167      |
| 25    | Успенская            | с. Успенское           | 7             | 3795      |
| 26    | Хрипуновская         | с. Хрипуново           | 7             | 4558      |
| 27    | Череватовская        | с. Череватово          | 8             | 4019      |
| 28    | Шилокшанская         | с. Тёплово             | 5             | 3123      |
| 29    | Юсуповская           | с. Юсупово             | 10            | 4826      |

В 1913 году в уезде было 29 волостей: вместо Велетьминской волости образована Кулебакская волость (с. Кулебаки).